# Alan Badel
Alan Fernand Badel (* 11. September 1923 in Rusholme, Manchester; † 19. März 1982 in Chichester, West Sussex, England) war ein britischer Theater- und Filmschauspieler.

## Leben
Nach dem Besuch der Burnage High School studierte Alan Badel von 1939 bis 1941 Schauspiel an der Royal Academy of Dramatic Art. Sein Theaterdebüt gab er 1940 in James Bridies The Black Eye am Repertory Theatre in Oxford. Während des Zweiten Weltkriegs diente er im British Parachute Regiment und unterstützte die französische Résistance. Danach konzentrierte er sich wieder auf seine Theaterkarriere, so war er mehrfach am Londoner Old Vic Theatre in Stücken wie Shakespeares Ein Sommernachtstraum und Romeo und Julia zu sehen und auch in Stratford-upon-Avon, wo er 1950 neben John Gielgud den Hofnarr in König Lear spielte.
Seine erste große Rolle beim Film hatte er 1953 als Johannes der Täufer in der US-amerikanischen Bibel-Verfilmung Salome an der Seite von Rita Hayworth und Stewart Granger. In dem Film Frauen um Richard Wagner (Magic Fire, 1955) verkörperte er als Richard Wagner eine weitere bekannte Persönlichkeit. Ab den 1950er Jahren war er in mehreren britischen Fernsehserien zu sehen, so etwa als Mr. Darcy in Pride and Prejudice (1958) nach Jane Austens gleichnamigem Roman und als Edmond Dantès in Count of Monte Cristo (1964) basierend auf dem Roman Der Graf von Monte Christo von Alexandre Dumas. 1963 trat Badel in The Rehearsal, einer englischen Adaption von Jean Anouilhs Die Probe oder Die bestrafte Liebe, auch am New Yorker Broadway auf.
Weitere Spielfilme, in denen er mitwirkte, sind der Sportfilm Lockender Lorbeer (This Sporting Life, 1963) mit Richard Harris, Stanley Donens Kriminalkomödie Arabeske (Arabesque, 1966) mit Gregory Peck und Sophia Loren, der Thriller Der Schakal (The Day of the Jackal, 1973) von Regisseur Fred Zinnemann sowie der Kriegsfilm Der wilde Haufen von Navarone (Force 10 from Navarone, 1978) mit Harrison Ford und Franco Nero.
Von 1942 bis zu seinem Tod war Badel mit der Schauspielerin Yvonne Owen (1923–1990) verheiratet. Aus der Ehe ging eine Tochter hervor, die Schauspielerin Sarah Badel. Alan Badel starb 1982 im Alter von 58 Jahren in seinem Haus in Chichester, West Sussex, an einem Herzinfarkt.

## Filmografie (Auswahl)
- 1952: The Stranger Left No Card
- 1953: Salome
- 1953: Hypnose gefällig…? (Will Any Gentleman…?)
- 1953: King Lear (TV-Film)
- 1955: Mord ohne Mörder (Three Cases of Murder)
- 1955: Frauen um Richard Wagner (Magic Fire)
- 1958: Pride and Prejudice (TV-Miniserie)
- 1963: Lockender Lorbeer (This Sporting Life)
- 1963: Schule des süßen Lebens (Bitter Harvest)
- 1964: Die Kinder der Verdammten (Children of the Damned)
- 1964: Count of Monte Cristo (TV-Serie)
- 1966: Arabeske (Arabesque)
- 1968: Ein Pechvogel namens Otley (Otley)
- 1969: Where’s Jack?
- 1970: Die letzten Abenteurer (The Adventurers)
- 1973: Der Schakal (The Day of the Jackal)
- 1974: Luther
- 1977: Telefon
- 1978: Der Schrecken der Medusa (The Medusa Touch)
- 1978: Der wilde Haufen von Navarone (Force 10 from Navarone)
- 1979: Bei Nacht und Nebel (The Riddle of the Sands)
- 1979: Das Geheimnis der Agatha Christie (Agatha)
- 1980: Nijinsky
- 1980: Shogun (TV-Serie)

## Bühnenauftritte (Auswahl)
- 1940: The Black Eye – Repertory Theatre, Oxford
- 1941: L’Enfant Prodigue – Mercury Theatre, London
- 1942: Macbeth – Piccadilly Theatre, London
- 1949: The Modern Everyman – Birmingham Repertory
- 1950: Julius Caesar (The Tragedy of Julius Caesar) – als Octavius, Memorial Theatre, Stratford-upon-Avon
- 1950: König Lear (King Lear) – als Hofnarr, Memorial Theatre, Stratford-upon-Avon
- 1951: Ein Sommernachtstraum (A Midsummer Night’s Dream) – Old Vic Theatre, London
- 1952: Romeo und Julia (Romeo and Juliet) – als Romeo, Old Vic Theatre, London
- 1956: Hamlet – als Hamlet, Memorial Theatre, Stratford-upon-Avon
- 1963: The Rehearsal – Royale Theatre, New York
- 1970: Othello – als Othello, Playhouse, Oxford
- 1976: Richard III. – als Richard III., St. George’s Playhouse, Islington